# Brielle
Brielle és un municipi de la província d'Holanda del Sud, al sud dels Països Baixos. L'1 de gener del 2009 tenia 15.633 habitants repartits sobre una superfície de 31,12 km² (dels quals 3,61 km² corresponen a aigua). Limita a l'oest amb Westvoorne, a l'est amb Rotterdam, al sud amb Hellevoetsluis i Bernisse

## Centres de població
Inclou les comunitats de Vierpolders i Zwartewaal.

## Ajuntament
- VVD 5 regidors
- PvdA 4 regidors
- CDA 3 regidors
- SP 3 regidors
- D66 1 regidor
- OLP 1 regidor

## Agermanaments
- Queenborough
- Havlíčkův Brod